# Sindicatu di i travagliadori corsi
Il Sindicatu di i travagliadori corsi - Syndicat des travailleurs corses (STC) è un sindacato regionale francese che agisce in Corsica.

Il sindacato è nato il 1º marzo 1984 durante la rinascita del nazionalismo corso.
Il sindacato nel 2002 ha raggiunto il 35% dei suffragi, superando la Confédération générale du travail ferma al 33% ed è diventato il sindacato più presente in Corsica e nel 2002 rivendicava 5.000 iscritti.
I punti ufficiali del suo programma sono:
- gabbie salariali (chiamato nel suo programma "corsizzazione" del lavoro)
- priorità del lavoro ai nati e ai residenti in Corsica
- rifiuto di ogni violenza
- riconoscimento ufficiale della lingua corsa
- rifiuto di ogni razzismo e ogni discriminazione

Il STC è organizzato in 4 divisioni locali:
- Ajaccio (Aiacciu) con sede ad Ajaccio
- Balagna (Balagna) con sede a Calvi
- Bastia (Bastia) con sede a Bastia
- Corte (Corti) con sede a Corte

L'attuale segretario è Jean Brignole, che ha sostituito Étienne Santucci il 14 giugno 2010.